# کاتا (برنامه‌نویسی)
کد کاتا یک تمرین در برنامه‌نویسی است که به برنامه‌نویس‌ها کمک می‌کند تا مهارت‌های خود را از طریق تمرین و تکرار تقویت کنند.
در سال ۱۹۹۹، این اصطلاح توسط دیو توماس، نویسنده کتاب برنامه‌نویس عملگرا با اقتباس از مفهوم ژاپنی کاتا در هنرهای رزمی مورد استفاده قرار گرفت. این مفهوم توسط لارنت بساویت و امانویل گایلوت اجرا شد که در کنفرانس XP2005 در شفیلد (انگلستان) در مورد آن صحبت کردند. پس از این کنفرانس، روبرت سی مارتین در مقاله خود «برنامه‌نویسی دوجو» مفهوم و کاربردهای اولیه را شرح داد.